# Meares Island
Meares Island ist eine 84,8 km² große Insel vor der Westküste von Vancouver Island an der kanadischen Pazifikküste. Im Norden trennen die weniger als 500 Meter breiten Matlset Narrows die Insel von Vancouver Island, und im Osten der 1,2 km breite Fortune Channel.
Die Tla-o-qui-aht und die Ahousaht, die ortsansässigen First Nations, nennen die Insel Wah-nah-juss bzw. Hilth-hoo-iss. Der westliche Teil der Insel wird von dem 730 Meter hohen Lone Cone beherrscht. Der Ahousat-Name des Berges, Hilth-hoo-iss, bedeutet übersetzt so viel wie „Die Leute, die zu den Bergen gehen“. Der Osten der Insel wird durch den 792 Meter hohen Mount Colnett dominiert. Die Insel liegt gut einen Kilometer nördlich von Tofino und ist von dort per Wassertaxi, das die Browning Passage überquert, in etwa zehn Minuten zu erreichen.
Auf Meares Island liegen zwei Reservate der First Nations. Zum einen OPITSAT No. 1 der Tla-o-qui-aht und zum anderen CLOOLTHPICH No. 12 der Ahousaht.
Die Tla-o-qui-aht-Siedlung Opitsat ist Siedlungsschwerpunkt mit 153 Einwohnern.

## Geschichte
Am 12. Juni 1788 entdeckte der englische Seefahrer John Meares die Insel. 1791/92 überwinterte der US-Amerikaner Robert Gray auf der Insel und ließ Fort Defiance im Adventure Cove im Lemmens Inlet bauen.
1811 kamen beim Kapern des Schiffs Tonquin 150 Tla-o-qui-aht-Krieger ums Leben. Dieser Verlust zerstörte die Vorherrschaft des Stammes im Südwesten von Vancouver Island. In den 1880er Jahren wurden dem durch Epidemien weiter dezimierten Stamm Reservate auf und in der Nähe von Meares Island zugewiesen. Die Insel hatte Kapitän George Henry Richards von der Royal Navy, Kommandant der H.M.S. Hecate, 1862 nach ihrem Entdecker benannt.
1900 entstand auf Meares Island die „Christie Indian Residential School“ (auch bekannt als „Kakawis Indian Residential School“). Ab 1920 wurde das System der Residential Schools eingeführt, als der Schulbesuch in ganz Kanada obligatorisch wurde. Alle Kinder der Tla-o-qui-aht zwischen 7 und 15 Jahren mussten nun diese Schulen besuchen. Dieses System sollte anfangs zu einem der Haupthebel der Integrationspolitik werden, doch führten die gewalttätigen Verhältnisse an diesen Schulen bis 1983, als die letzte dieser Schulen (in Tofino) geschlossen wurde, zu einer Welle von Klagen. Allgemein kam es in diesen Schulen, welche in der Regel von kirchlichen Organisationen betrieben wurden, zu Tausenden von Übergriffen auf die Schüler und zu hohen Sterblichkeitsraten, für die sich die kanadische Bundesregierung im Jahr 2008 entschuldigte.
1984 erklärten die Tla-o-qui-aht die Insel zum Tribal Park, klagten mit Erfolg vor Gericht und erhielten so „ihren“ Regenwald. Mit der Errichtung des Pacific Rim National Park 2001 wurden große Teile der Westküste unter Schutz gestellt, entweder als Teil des Parks oder als Provincial Park. Der Tourismus in der Region hat inzwischen so stark zugenommen, dass Tofino im Spätsommer 2006 strenge Wasserrationierungen vornehmen musste. Daher ist das bereits 1985 geplante Ahkmahksis Water Reservoir, das früher als Ginnard Creek bekannt war, erheblich dringlicher geworden. Jedoch war es 2007 zwar noch nicht endgültig genehmigt, ist aber heute (Stand: 2023) in Funktion.

## Schutzgebiete
Die Insel ist umgeben vom Clayoquot Sound Biosphere Reserve, einem von der UNESCO anerkanntem Biosphärenreservat. Ein großer Teil der Insel steht durch die von BC Parks betreuten besonderen Schutzgebiete (den Conservancies), das „ƛUłpic Conservancy“ und das „Wanačas-hiłḥuuʔis Conservancy“, unter Schutz.

## Sonstiges
Der Big Cedar Trail, ein moderater, knapp 3 km langer Rundweg, ist durch gelbe Bänder markiert. Er ist jedoch stellenweise morastig. Treppen und erhöhte Holzwege ermöglichen dennoch einen vergleichsweise bequemen Zugang.
Richtung Tofino liegt die benachbarte Morpheus Island. Die Insel war von 1900 bis 1950 Tofinos Friedhof und knüpfte darin an eine jahrhundertealte Tradition der Tla-o-qui-aht an.